# Varāmeh
Varāmeh (persiska: ورامه) är en ort i Iran.   Den ligger i provinsen Markazi, i den nordvästra delen av landet, 140 km väster om huvudstaden Teheran. Varāmeh ligger 1 867 meter över havet och antalet invånare är 277.
Terrängen runt Varāmeh är varierad. Varāmeh ligger nere i en dal. Runt Varāmeh är det ganska glesbefolkat, med 27 invånare per kvadratkilometer. Närmaste större samhälle är Kabūd Kamar, 9,0 km öster om Varāmeh. Trakten runt Varāmeh består i huvudsak av gräsmarker.